# Malmparken Station
Malmparken Station er en station på Frederikssundbanen, og er dermed en del af Københavns S-togs-netværk. Stationen, der åbnede i 1989, betjener erhvervsområdet Ballerup Industripark mellem Skovlunde og Ballerup.

## Busstoppesteder
- 350S mod Ballerup st.; 40E mod Høje Taastrup st.
- 350S mod Nørreport st.; 40E mod Skodsborg st.
- 55E mod Allerød st.
- 834 servicebus i Ballerup Kommune

## Galleri
- Wikimedia Commons har flere filer relateret til Malmparken Station

- Trappe og elevator til perron mod Frederikssund.
- Bro over Malmparken.
- Vendeplads og cykelstativer.
- Stationen set fra øst.
- Perron mod København.
- Linje C mod Klampenborg.

## Antal rejsende
Ifølge Østtællingen var udviklingen i antallet af dagligt afrejsende med S-tog:
| År   | Antal | År   | Antal | År   | Antal | År   | Antal |
| ---- | ----- | ---- | ----- | ---- | ----- | ---- | ----- |
| 1957 | -     | 1974 | -     | 1991 | 1.121 | 2001 | 1.417 |
| 1960 | -     | 1975 | -     | 1992 | 1.070 | 2002 | 1.465 |
| 1962 | -     | 1977 | -     | 1993 | 1.233 | 2003 | 1.459 |
| 1964 | -     | 1979 | -     | 1995 | 1.419 | 2004 | 1.748 |
| 1966 | -     | 1981 | -     | 1996 | 1.460 | 2005 | 1.711 |
| 1968 | -     | 1984 | -     | 1997 | 1.479 | 2006 | 1.502 |
| 1970 | -     | 1987 | -     | 1998 | 1.654 | 2007 | 1.793 |
| 1972 | -     | 1990 | 1.206 | 2000 | 1.511 | 2008 | 1.993 |